# Raión de Býkovo
El raión de Býkovo (ruso: Бы́ковский райо́н) es un distrito administrativo y municipal (raión) ruso perteneciente a la óblast de Volgogrado. Se ubica en el este de la óblast. Su capital es Býkovo.
En 2021, el raión tenía una población de 25 166 habitantes. Tres cuartas partes de los habitantes son rusos étnicos, y el cuarto restante se reparte entre muy diversos grupos minoritarios, entre los que destacan los kazajos, que forman la décima parte de la población.
El raión se extiende sobre la costa oriental del embalse de Volgogrado, entre 150 y 50 km río arriba de Volzhski.

## Subdivisiones
Comprende el asentamiento de tipo urbano de Býkovo (la capital del raión) y 27 localidades rurales. De estas últimas, dos son pedanías del ayuntamiento urbano de Býkovo y las restantes 25 se agrupan en los siguientes trece asentamientos rurales:
- Aleksándrovka
- Verjni Balykléi
- Demídov
- Zelioni
- Kislovo
- Krasnoselets
- Lugovaya Proleika
- Novonikólskoye
- Pobeda
- Primorsk
- Sadóvoye
- Soldatsko-Stepnoye
- "Uralo-Ajtubinskoye" (Kátrichev)